# Javier Etxebarria
Javier Etxebarria Azarloza (Amorebieta, 3 dicembre 1940 – 11 luglio 2016) è stato un calciatore spagnolo, di ruolo portiere.

## Carriera
Cresciuto nel Baskonia, nella stagione 1960-1961 viene acquistato dall'Athletic Bilbao. Milita per cinque stagioni con i rojiblancos, intervallate da un campionato in prestito all'Indautxu, nelle quali è spesso relegato al ruolo di "vice" di Carmelo Cedrún.
Nel 1966 viene ceduto al Sabadell, con cui termina la carriera tre anni più tardi.